# Octomeria crassifolia
Octomeria crassifolia là một loài lan được tìm thấy ở miền đông Ecuador, Brasil cho đến Uruguay.

## Hình ảnh

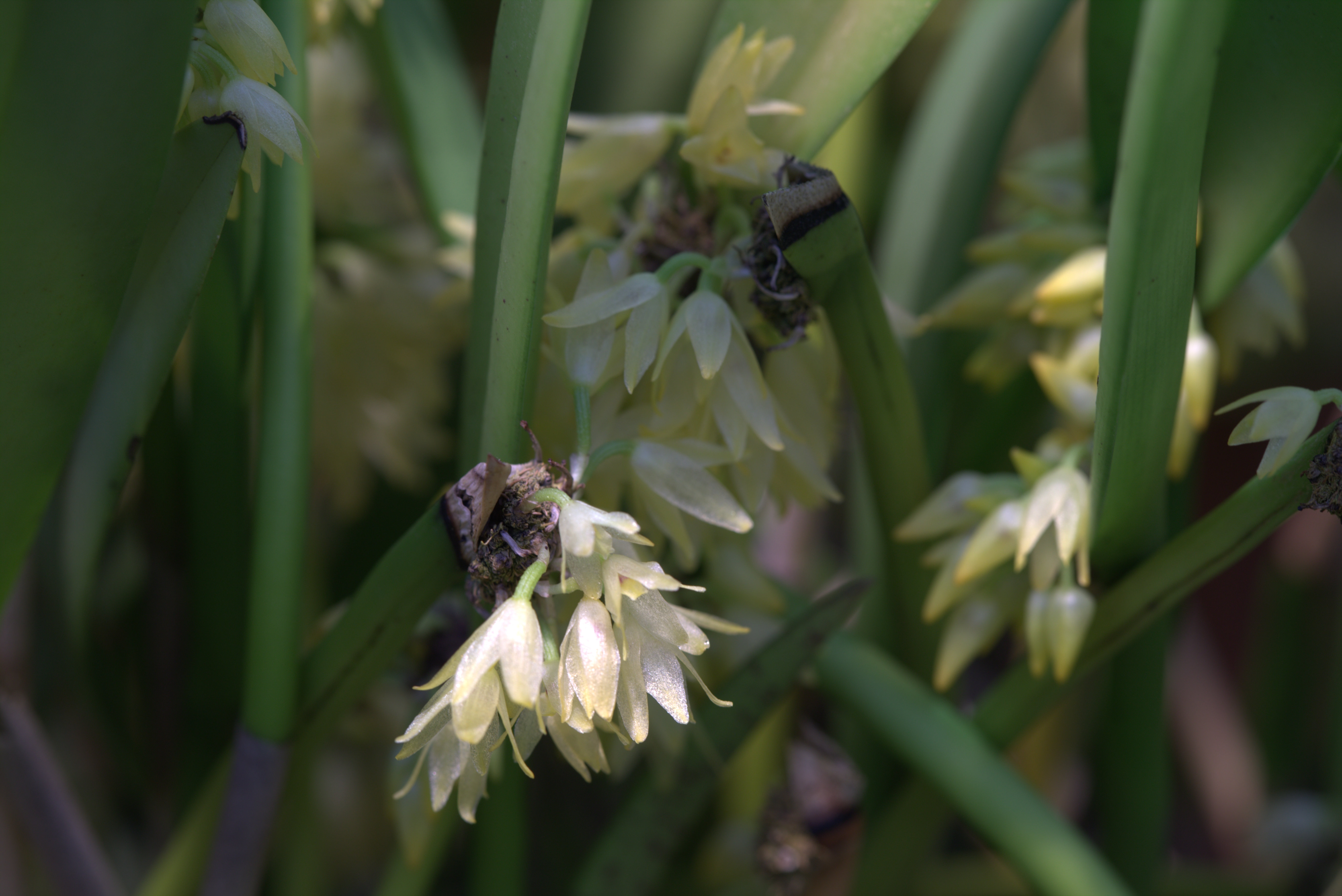
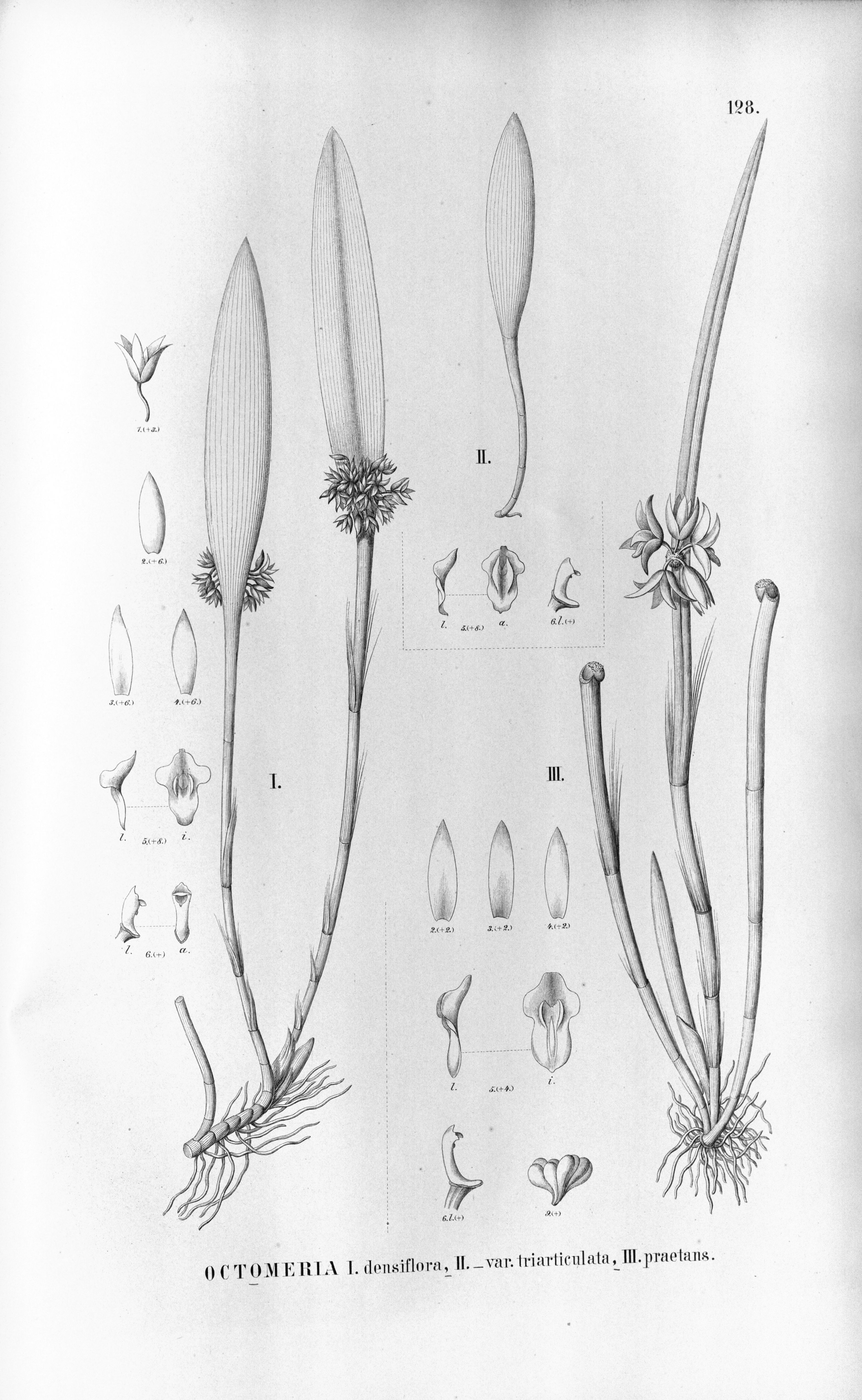